# Битва под Суздалем
Битва под Суздалем — сражение, состоявшееся 7 июля 1445 года вблизи Суздаля между войсками великого князя московского Василия II Тёмного и казанскими татарами под предводительством царевичей Махмуда и Якуба, посланных на Русь ханом Улу-Мухаммедом. Итогом сражения стал полный разгром московского войска и пленение великого князя. Сражение решило исход неудачной для Василия II кампании против казанских татар и имело тяжёлые последствия для Московского княжества.

## Предыстория
События происходили в тяжёлую для Руси эпоху феодальной войны. Тем временем хан Улу-Мухаммед, упрочившись на захваченном казанском престоле, стал организовывать, начиная с 1439 года, систематические набеги на русские земли. К середине 1440-х годов набеги заметно участились, а в 1444 году хан начал строить планы по присоединению Нижнего Новгорода, чему способствовали тесные связи суздальско-нижегородских князей с ордынцами. Между великим московским князем Василием II и казанским ханом развернулась ожесточённая борьба за Нижний Новгород, который был тогда богатым волжским городом и важным стратегическим центром. Зимой 1444 года хан, овладев Нижним Новгородом, продвинулся даже дальше, захватив Муром. В ответ на эти действия Василий II собрал войска и выступил из Москвы во время Крещения. 6 января 1445 года великий князь был уже во Владимире. Василий II, согласно летописным источникам, располагал внушительными силами, в связи с чем хан не решился вступать в бой и отступил к Нижнему Новгороду. Отдельные отряды татар были разбиты под Муромом и Гороховцом. Из-за приближения Пасхи, а также, вероятно, по требованиям удельных князей-союзников, чьи земли подверглись неожиданному нападению со стороны литовцев (см. битва на Суходреве), Василий II вернулся в Москву. На Нижний Новгород он послал своих воевод Фёдора Долголядова и Юрия Драницу, которые сумели взять часть городских укреплений, однако не смогли их удержать и вернулись назад.

## Поход 1445 года
Сидя в Нижнем Новгороде, хан Улу-Мухаммед весной 1445 года послал против Василия II своих сыновей Махмуда и Якуба. Узнав об этом, великий князь выступил в Юрьев, куда затем прибыли воеводы Федор Долголдов и Юрий Драница, оставившие Нижний Новгород. Поход был организован плохо: князья Иван Андреевич Можайский, Михаил Андреевич Верейский и Василий Ярославич Серпуховской прибыли к великому князю с малыми силами, а Дмитрий Шемяка и вовсе не принял участия в походе. Несмотря на медлительность великокняжеских войск, к ним так и не успел присоединиться татарский царевич Бердедат, служивший Василию II. По данным летописей, войско великого князя насчитывало «яко не с тысячю» воинов. Историк Николай Борисов оценивает численность великокняжеского войска в полторы тысячи воинов, называя в качестве одной из причин то обстоятельство, что удельные князья предпочли оставить значительную часть своих сил в своих владениях для их защиты от литовцев.

## Сражение
Малочисленное московское войско достигло 6 июля 1445 года Суздаля и стало лагерем на просторном лугу у Спасо-Евфимиева монастыря. Желая проверить боеготовность своих сил, князья устроили «всполох» — своего рода учебную тревогу и боевое построение. Наглядная малочисленность войска заставила Василия II уповать на прибытие подкреплений, а для поднятия боевого духа было организовано хмельное застолье. По-видимому, великий князь считал, что татары ещё достаточно далеко.
Однако ранним утром 7 июля в лагерь примчался гонец с сообщением, что татары перешли через Нерль. Василий II поспешно отдал приказ о построении полков, что было исполнено его воеводами. Первое столкновение с татарами произошло в поле на левой стороне от Спасо-Евфимиева монастыря. Натиск «поганых» был отбит, но татары применили свой излюбленный приём — притворное отступление. Отсутствие единоначалия в разнородном русском войске привело к тому, что часть ратников ринулась вдогонку, а другая увлеклась собиранием трофеев на месте столкновения. Бегущие татары неожиданно развернулись и ударили по преследующим их русским войскам. Завязалось новое сражение, в котором татары одержали решительную победу. Татары ворвались в русский лагерь, сумев пленить самого великого князя, Михаила Борисовича Плещеева и Михаила Андреевича Верейского. Иван Андреевич Можайский и Василий Ярославич Серпуховской были ранены, но «в мале дружине утекоша».

## Последствия
Сражение имело тяжёлые последствия для Московского княжества. Захватив и разграбив Суздаль, татары через три дня двинулись вглубь страны, подступив к Владимиру. Не решившись штурмовать его, отошли в сторону Мурома, попутно грабя всю владимирскую землю. 23 августа царевичи вместе с полоном вернулись в Нижний Новгород. 
В Москву были присланы снятые с Василия II нательные кресты. Свидетельство пленения великого князя привело в ужас весь двор. Одновременно Москву охватил крупный пожар, унёсший жизни нескольких тысяч человек и уничтоживший значительную часть домов. Тем не менее, под защиту стен города начали стекаться многочисленные охваченные страхом крестьяне, ожидавшие скорого прихода татар. Знать, наоборот, предпочла бежать из города, опасаясь как татар, так и обезумевшей толпы. Оборону города стало организовывать простонародье.
Однако Улу-Мухаммед сам испугался, что столкнётся с противодействием всей Северо-Восточной Руси, и вместе с пленным Василием II перебрался из Нижнего Новгорода в Курмыш, поближе к степи. Оттуда он послал посольство к Дмитрию Шемяке в Галич, желая тем самым испугать московскую аристократию, для которой был более предпочтителен Василий II. В итоге аристократия согласилась на огромный выкуп (по новгородским данным, его размер составлял 200 000 рублей, по псковским — 25 000 рублей) и 1 октября Василий II, ещё до возвращения татарского посольства к Дмитрию Шемяке, вместе с другими пленными был отпущен домой. 
Хан был заинтересован в том, чтобы на московском престоле сидел более легитимный правитель, который будет исправно собирать дань со всей системы великого княжения Владимирского. Правление Шемяки грозило новыми смутами, которые давали бы хану лишь кратковременные выгоды. Правление поставленного в зависимость Василия II казалось ему более стабильным, выгодным и безопасным. Для Московского княжества сумма выкупа оказалась очень тяжёлым бременем.